# Лепилемур на Ахмансон
Лепилемур на Ахмансон (Lepilemur ahmansonorum) е вид бозайник от семейство Тънкотели лемури (Lepilemuridae). Видът е застрашен от изчезване.

## Разпространение
Разпространен е в Мадагаскар.